# 交溪
- 關於位于霞浦县，现名为“长溪”的溪流，請見「长溪」。
- 關於其他用法，請見「长溪 (消歧义)」。

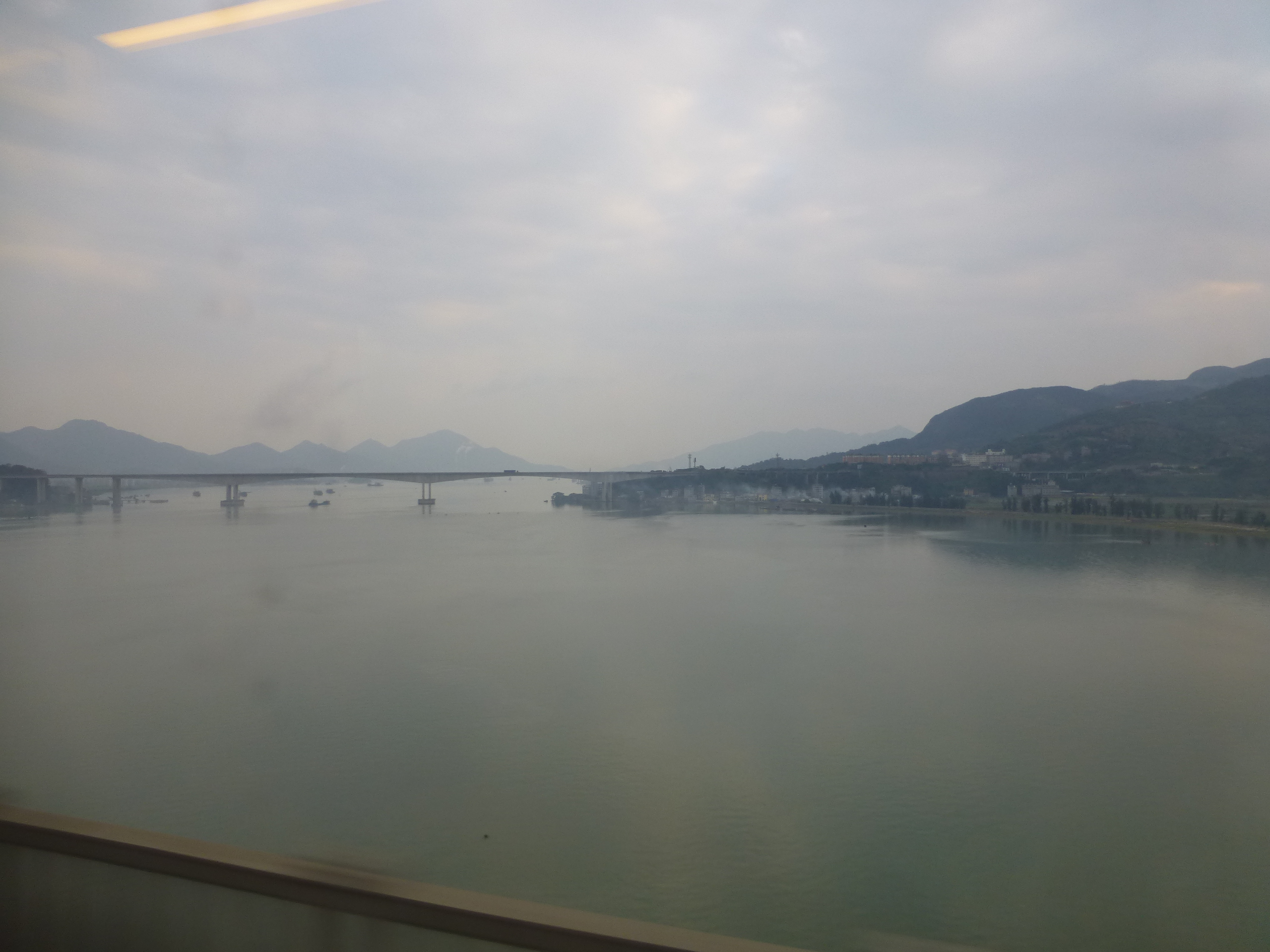
福安火车站附近河段。

交溪，旧称长溪，也称福安长溪、赛江或白马河，流经中华人民共和国浙江省南部和福建省东北部的一条河流，是福建五大河流之一，闽东第一大河。源流称后溪发源于福建省寿宁县北部山羊尖（海拔1649米）南麓坑底乡枫树洋，向东南流，过杨梅洲水库后成为福建、浙江两省界河，此段也称寿泰溪，于浙江省泰顺县龟湖镇白岩社区交溪自然村左纳仕阳溪后进入福建省境内，成为福安市与柘荣县之间的界河，于柘荣县英山乡岗后坪村转西南流，过何家山村下清水坑后进入福安市境内，以下河段也称白石溪，经福安市上白石镇、潭头镇（潭头镇以下又称东溪），于城阳镇东口村东南，右纳西溪后干流始称“交溪”，向南流经坂中畲族乡、福安市区、溪柄镇、赛岐镇、甘棠镇等地后，于下白石镇与湾坞镇之间经白马港入三沙湾。干流河长175千米，流域面积5635平方千米。
交溪一度被认为是长溪县的命名来源，但宁德学者林春贵等人考证后认为，长溪县的命名来源是发源于霞浦县南金山的长溪。